# Paloți
Paloții (în maghiară Palócok) sunt un subgrup etnic maghiar din Ungaria și Slovacia, de limbă maghiară, care cultural ține de maghiarimea din regiunile nordice ale Ungariei și regiunile sudice ale Slovaciei.
Paloții vorbesc un grai maghiar cu numeroase arhaisme și regionalisme și cu un accent specific. Nucleul ariei lor de locuire este regiunea din nordul Ungariei și sudul Slovaciei cunoscută în terminologia geografică drept Ținutul Paloților (în maghiară Palócföld).

## Originea paloților
Originea etnică a paloților este disputată și nedecisă de istorici, lingviști și antropologi. Dintre numeroasele variante posibile se pot specifica cinci teorii mai importante, conform cărora:
1. Paloții ar fi descendenți ai unor triburi kavare, care au sosit în Panonia împreună cu triburile maghiare și pe care Anonymus le definește (greșit) ca fiind cumani. Deși această teorie ar reprezenta o explicație logică și bine documentată în ceea ce privește regiunile Csallóköz, Mezőföld, Bodrogköz, etc., pentru alte regiuni din Ungaria (și din Slovacia de azi) locuite de paloți (Hont, Gömör, Nógrád, Borsod) nu s-a demonstrat prezența elementului kavar (în schimb s-au găsit dovezi ale prezenței istorice a kavarilor în multe regiuni sudice ale Ungariei, unde nu trăiesc paloți).[5]
2. Paloții ar fi descendenți ai cumanilor care au ajuns în Ungaria cu 200–300 de ani după maghiari și au ajuns luji ai unor clerici și nobili maghiari.[5]
3. Paloții ar fi descendenți ai unor mici grupuri de avari, khazari și secui. Conform acestei teorii, din amestecul acestor grupuri etnice s-a format sub o influență maghiară grupul etnic al paloților, printr-un proces de asimilare spontană.[6]
4. Paloții ar fi un grup etnic maghiar, descendenți ai unuia dintre cele șapte triburi maghiare care au venit în Câmpia Panoniei la anul 895. Deși denumirea lor provine din numele unor popoare turcice conlocuitoare (care s-au asimilat în maghiarime), paloții în întregime nu ar fi de origine diferită de restul maghiarimii. Conform acestei teorii, în originea paloților elementul maghiar este dominant, grupul lor fiind un grup maghiar, în care s-au asimilat mai multe grupuri turcice, de unde se rezultă aspectele specifice al acestui grup, precum și denumirea.[7]
5. Paloții ar fi un grup etnic de origine maghiară și slavă. Conform acestei teorii, grupul paloților s-a format din amestecul maghiarilor cu slavii, pe teritoriul Slovaciei de azi. Această teorie este bazată mai ales pe rezultatele unor cercetări genetice care arată că din punct de vedere genetic, paloții de azi au și origine slavă, pe lângă cea maghiară. Teoria nu este susținută și de dovezi lingvistice.[8]

Pe lângă cele cinci teorii sus-menționate există și alte teorii, mai puțin documentate și argumentate din punct de vedere științific: de exemplu, în retorica naționalistă slovacă, paloții sunt amintiți adeseori ca fiind de fapt slovaci maghiarizați (teorie susținută mai mult de unii politicieni naționaliști și mai puțin de istoriografia oficială slovacă).

## Regiuni populate de paloți (Ținutul Paloților)

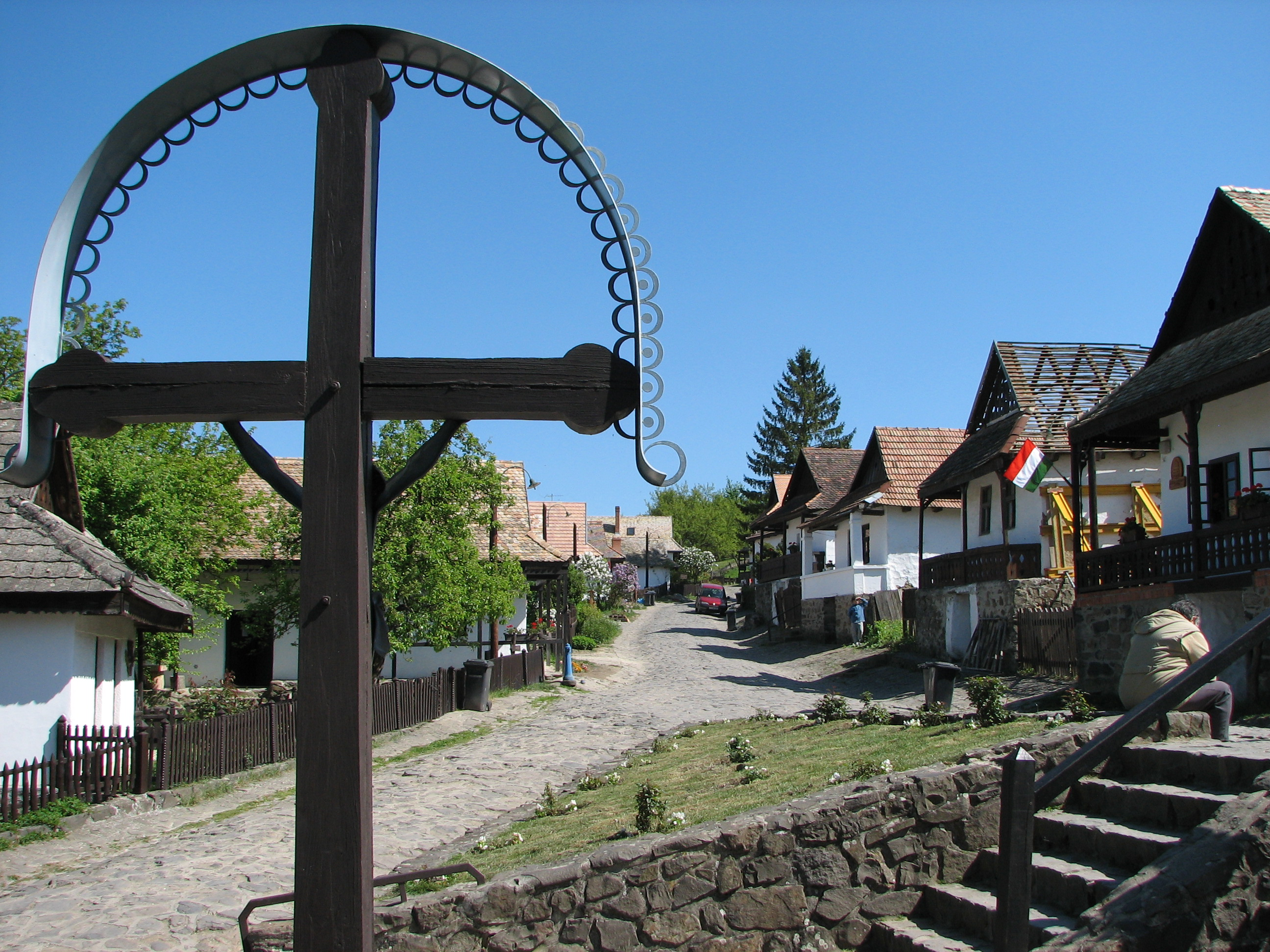
Un sat palot, Hollókő. În 1987 a fost inclus în Patrimoniul Mondial UNESCO.

Paloții locuiesc într-o regiune relativ mare, în nordul Ungariei și în sudul Slovaciei, mai ales în Munții Bükk, în Depresiunea Nógrád, în văile și micile depresiuni ale Munților Mátra și în valea râului Ipoly. Această regiune este amintită în folcloristică și sub denumirea de „Ținutul Paloților”, o denumire strict etnografică, regiunea nefiind un ținut istoric de sine-stătător. Spre deosebire de secuii, iașii, cumanii sau sașii colonizați în Regatul Ungar, paloții nu au avut niciodată drepturi sau privilegii colective și nici sistem administrativ propriu, deci așa-zisul ținut al paloților nu se consideră o regiune sau subregiune istorică, ci o regiune etnografică a cărei populație predominant maghiară se caracterizează pe baza folclorului, obiceiurilor, religiei și graiului specific. Termenul desemnează de fapt teritoriile situate între râurile Vág și Hernád.